# Calamento
Se denomina calamento a la desafinación hacia el grave (siendo la sobreafinación la desafinación hacia el agudo).
El término "calar" proviene del latín chalare: 'descender', y éste del griego jalân.
Las alturas agudas representan un esfuerzo extra para las cuerdas vocales, por lo que generalmente es más común calar que sobreafinar: las cuerdas vocales emiten sonidos más graves cuando se relajan (reducen su tono muscular), o cuando el aire deja de pasar de manera constante y suficientemente potente.
En los coros es muy común calar las notas finales de una frase, debido a la falta de aire de algunos coreutas, que además "arrastran" ligeramente hacia los graves a los demás cantantes (que siempre se basan en los demás para mantener la afinación).
- Datos: Q5739709